# Momoria californicus
Momoria californicus är en insektsart som beskrevs av Baker 1900. Momoria californicus ingår i släktet Momoria och familjen dvärgstritar. Inga underarter finns listade i Catalogue of Life.